# Mike Addy
Michael „Mike“ Addy (* 20. Februar 1943 in Knottingley) ist ein ehemaliger englischer Fußballspieler.

## Karriere
Addy spielte Anfang der 1960er Jahre im Nachwuchsbereich von Leeds United, 1962/63 gehörte er zur Reservemannschaft um die späteren Leeds-Stars Gary Sprake, Paul Reaney, Paul Madeley, Norman Hunter, Peter Lorimer und Terry Cooper. Addy gab noch als Jugendspieler im Januar 1962 sein Pflichtspieldebüt für die Profimannschaft von Leeds: weil Mittelstürmer Billy McAdams im Ligapokal nicht spielberechtigt war, kam er gegen Rotherham United bei einer 1:2-Niederlage zum Einsatz. Auf seiner angestammten Position als rechter Läufer kam Addy im September 1962 zu einer Serie von drei Einsätzen, darunter zwei Zweitligaeinsätze gegen Luton Town (Endstand 2:2) und den FC Southampton (1:1). Trotz wohlwollender Presseberichte setzte Trainer Don Revie in der Folge auf Willie Bell. Addy erhielt zwar auch zur folgenden Saison 1963/64 einen Vertrag bei Leeds, blieb allerdings ohne Einsatz als die Mannschaft die Zweitligameisterschaft gewann und verließ den Klub am Saisonende in Richtung des von Johnny Steele trainierten Drittligisten FC Barnsley.
Eine in der Saisonvorbereitung erlittene Verletzung sorgte dafür, dass er sein Debüt für Barnsley erst im Februar 1965 gab, kam dann aber bis Saisonende in allen 14 Ligapartien zum Einsatz, als der Klub den Klassenerhalt deutlich verpasste und als Tabellenletzter in die Fourth Division abstieg. In der Viertklassigkeit gehörte Addy in den folgenden beiden Spielzeiten jeweils zeitweise zur Stammmannschaft, zumeist als Teil der Läuferreihe. In der Saison 1965/66 gelangen ihm in 21 Ligaauftritten fünf Tore. Zu Beginn der Spielzeit 1966/67 bildete er mit Barry Swallow und Eric Winstanley die Läuferreihe, stand aber letztmals im Oktober 1966 in der Startaufstellung. Nachdem sich der Klub auch in der vierten Liga am Tabellenende befand, übernahm in der Folge Dick Hewitt seine Position. Addy verließ den Klub am Saisonende und spielte die folgenden Jahre in der Southern League, zunächst für Corby Town, ab 1970 für Kettering Town.